# Castiglione a Casauria
Castiglione a Casauria là một đô thị thuộc tỉnh Pescara trong vùng Abruzzo của Ý. Ý. Đô thị này có diện tích 16 km², dân số 913 người. Các làng trực thuộc: Madonna della Croce, San Clemente a Casauria, Cervarano, Piano da Capo, Piano del Ponte. Các đô thị giáp ranh gồm: Bolognano, Bussi sul Tirino, Pescosansonesco, Pietranico, Tocco da Casauria, Torre de' Passeri.